# Discografia formației Yes
De-a lungul istoriei sale formația britanică de rock progresiv Yes a lansat 21 de albume de studio, 10 albume live, peste 30 de compilații și 34 de discuri single. Nouă dintre albumele lor de studio au ajuns în Top 10 fie în Statele Unite, fie în Regatul Unit. Două dintre albumele lor de studio (Tales from Topographic Oceans și Going for the One) au ocupat prima poziție în Regatul Unit în vreme ce albumul Close to the Edge a ocupat prima poziție în Olanda. Certificările lor includ 16 Discuri de Platină și 7 Discuri de Aur. Până în prezent au vândut peste 50 de milioane de discuri la nivel mondial.

## Albume de studio
| An   | Album                             | Poziție | Poziție | Poziție | Poziție | Poziție | Poziție | Poziție | Poziție | Certificări                                                                               |
| An   | Album                             | UK      | SUA     | CH      | NOR     | NLD     | SWE     | AUT     | AUS     | Certificări                                                                               |
| ---- | --------------------------------- | ------- | ------- | ------- | ------- | ------- | ------- | ------- | ------- | ----------------------------------------------------------------------------------------- |
| 1969 | Yes                               | -       | -       | -       | -       | -       | -       | -       | 38      |                                                                                           |
| 1970 | Time and a Word                   | 45      | -       | -       | -       | -       | -       | -       | 22      |                                                                                           |
| 1971 | The Yes Album                     | 4       | 40      | -       | -       | 7       | -       | -       | 20      | - SUA: Disc de Platină - Regatul Unit: Disc de Argint                                     |
| 1971 | Fragile                           | 7       | 4       | -       | -       | 8       | -       | -       | 29      | - Regatul Unit: Disc de Argint - SUA: Două Discuri de Platină                             |
| 1972 | Close to the Edge                 | 4       | 3       | -       | -       | 1       | -       | -       | 21      | - UK: Platinum - Canada: Disc de Platină - SUA: Disc de Platină                           |
| 1973 | Tales from Topographic Oceans     | 1       | 6       | -       | 8       | 8       | -       | -       | 13      | - Regatul Unit: Disc de Aur - SUA: Disc de Aur                                            |
| 1974 | Relayer                           | 4       | 5       | -       | 18      | 10      | -       | -       | 15      | - SUA: Disc de Aur                                                                        |
| 1977 | Going for the One                 | 1       | 8       | -       | 7       | 9       | 10      | -       | 16      | - Regatul Unit: Disc de Argint - SUA: Disc de Aur                                         |
| 1978 | Tormato                           | 8       | 10      | -       | 9       | 14      | 18      | -       | 22      | - Regatul Unit: Disc de Argint - SUA: Disc de Platină                                     |
| 1980 | Drama                             | 2       | 18      | -       | 11      | 15      | 19      | -       | 69      | - Regatul Unit: Disc de Argint                                                            |
| 1983 | 90125                             | 16      | 5       | 3       | 8       | 2       | 7       | 9       | 27      | - Regatul Unit: Disc de Aur - Canada: Două Discuri de Platină - SUA: 3 Discuri de Platină |
| 1987 | Big Generator                     | 17      | 15      | 22      | -       | 18      | 14      | -       | 44      | - SUA: Disc de Platină                                                                    |
| 1991 | Union                             | 7       | 15      | 16      | -       | 13      | 32      | -       | -       | - SUA: Disc de Aur                                                                        |
| 1994 | Talk                              | 20      | 33      | 29      | -       | 31      | 31      | -       | -       |                                                                                           |
| 1996 | Keys to Ascension (live/studio)   | 48      | 99      | -       | -       | -       | -       | -       | -       |                                                                                           |
| 1997 | Keys to Ascension 2 (live/studio) | 62      | 159     | -       | -       | -       | -       | -       | -       |                                                                                           |
| 1997 | Open Your Eyes                    | 105     | 151     | -       | -       | -       | -       | -       | -       |                                                                                           |
| 1999 | The Ladder                        | 36      | 99      | -       | -       | 70      | -       | -       | -       |                                                                                           |
| 2001 | Magnification                     | 71      | 186     | -       | -       | 81      | -       | -       | -       |                                                                                           |
| 2011 | Fly from Here                     | 30      | 36      | 39      | 24      | 43      | 31      | -       | -       |                                                                                           |
| 2014 | Heaven & Earth                    | 20      | 26      | 29      | -       | 41      | -       | 56      | -       |                                                                                           |
| 2021 | The Quest                         |         |         |         |         |         |         |         |         |                                                                                           |

## Albume live
| An   | Album                                            | Poziție | Poziție | Poziție | Poziție | Poziție | Poziție | Poziție | Poziție | Certificare Regatul Unit | Certificare SUA |
| An   | Album                                            | UK      | SUA     | CH      | NOR     | NLD     | SWE     | AUT     | AUS     | Certificare Regatul Unit | Certificare SUA |
| ---- | ------------------------------------------------ | ------- | ------- | ------- | ------- | ------- | ------- | ------- | ------- | ------------------------ | --------------- |
| 1973 | Yessongs                                         | 7       | 12      | 32      | -       | -       | -       | -       | 8       | -                        | Disc de Platină |
| 1980 | Yesshows                                         | 22      | 43      | -       | 32      | -       | -       | -       | -       | Disc de Argint           | -               |
| 1985 | 9012Live: The Solos                              | 44      | 81      | -       | -       | -       | -       | -       | -       | -                        | -               |
| 1997 | Something's Coming: The BBC Recordings 1969-1970 | -       | -       | -       | -       | -       | -       | -       | -       | -                        | -               |
| 2000 | House of Yes: Live from House of Blues           | 154     | -       | -       | -       | -       | -       | -       | -       | -                        | -               |
| 2005 | The Word Is Live                                 | -       | -       | -       | -       | -       | -       | -       | -       | -                        | -               |
| 2007 | Live at Montreux 2003                            | -       | -       | -       | -       | -       | -       | -       | -       | -                        | -               |
| 2009 | Symphonic Live                                   | -       | -       | -       | -       | -       | -       | -       | -       | -                        | -               |
| 2011 | Union Live                                       | -       | -       | -       | -       | -       | -       | -       | -       | -                        | -               |
| 2011 | In the Present – Live from Lyon                  | -       | -       | -       | -       | -       | -       | -       | -       | -                        | -               |
| 2014 | Like It Is: Yes at the Bristol Hippodrome        | -       | -       | -       | -       | -       | -       | -       | -       | -                        | -               |

## Albume compilații
| An   | Album                                               | Poziție | Poziție | Poziție | Poziție | Poziție | Poziție | Poziție | Poziție | Certificare SUA | Certificare Regatul Unit |
| An   | Album                                               | UK      | SUA     | CH      | NOR     | NLD     | SWE     | AUT     | AUS     | Certificare SUA | Certificare Regatul Unit |
| ---- | --------------------------------------------------- | ------- | ------- | ------- | ------- | ------- | ------- | ------- | ------- | --------------- | ------------------------ |
| 1975 | Yesterdays                                          | 27      | 17      | -       | -       | -       | -       | -       | 31      | -               | -                        |
| 1981 | Classic Yes                                         | -       | 142     | -       | -       | -       | -       | -       | -       | Platină         | Argint                   |
| 1991 | Yesyears                                            | -       | -       | -       | -       | -       | -       | -       | -       | -               | -                        |
| 1992 | Yesstory                                            | -       | -       | -       | -       | -       | -       | -       | -       | -               | -                        |
| 1993 | Symphonic Music of Yes                              | -       | -       | -       | -       | -       | -       | -       | -       | -               | -                        |
| 1993 | Affirmative: The Yes Solo Family Album              | -       | -       | -       | -       | -       | -       | -       | -       | -               | -                        |
| 1993 | Highlights: The Very Best of Yes                    | -       | -       | -       | -       | -       | -       | -       | -       | Platină         |                          |
| 1998 | Yes, Friends and Relatives                          | -       | -       | -       | -       | -       | -       | -       | -       | -               | -                        |
| 1999 | Astral Traveller                                    | -       | -       | -       | -       | -       | -       | -       | -       | -               | -                        |
| 2000 | The Best of Yes                                     | -       | -       | -       | -       | -       | -       | -       | -       | -               | -                        |
| 2000 | Keys To Ascension: Volumes 1 and 2                  | -       | -       | -       | -       | -       | -       | -       | -       | -               | -                        |
| 2000 | Yes, Friends and Relatives Vol. 2                   | -       | -       | -       | -       | -       | -       | -       | -       | -               | -                        |
| 2001 | Keystudio                                           | -       | -       | -       | -       | -       | -       | -       | -       | -               | -                        |
| 2002 | Extended Versions                                   | -       | -       | -       | -       | -       | -       | -       | -       | -               | -                        |
| 2002 | Yestoday                                            | -       | -       | -       | -       | -       | -       | -       | -       | -               | -                        |
| 2002 | In a Word: Yes (1969 - )                            | -       | -       | -       | -       | -       | -       | -       | -       | -               | -                        |
| 2002 | Yes, Friends and Relatives: The Ultimate Collection | -       | -       | -       | -       | -       | -       | -       | -       | -               | -                        |
| 2003 | The Ultimate Yes: 35th Anniversary Collection       | 10      | 131     | -       | -       | -       | -       | -       | 82      | -               | Aur                      |
| 2003 | Yes Remixes                                         | -       | -       | -       | -       | -       | -       | -       | -       | -               | -                        |
| 2003 | Yes & Friends                                       | -       | -       | -       | -       | -       | -       | -       | -       | -               | -                        |
| 2003 | Essential Elements                                  | -       | -       | -       | -       | -       | -       | -       | -       | -               | -                        |
| 2004 | (Re)Union                                           | -       | -       | -       | -       | -       | -       | -       | -       | -               | -                        |
| 2004 | Topography                                          | -       | -       | -       | -       | -       | -       | -       | -       | -               | -                        |
| 2004 | Owner of a Lonely Heart                             | -       | -       | -       | -       | -       | -       | -       | -       | -               | -                        |
| 2005 | The Solid Gold Collection                           | -       | -       | -       | -       | -       | -       | -       | -       | -               | -                        |
| 2006 | Essentially Yes                                     | -       | -       | -       | -       | -       | -       | -       | -       | -               | -                        |
| 2006 | Live & Solo: The Yes Collection                     | -       | -       | -       | -       | -       | -       | -       | -       | -               | -                        |
| 2007 | The Definitive Rock Collection                      | -       | -       | -       | -       | -       | -       | -       | -       | -               | -                        |
| 2007 | Greatest Hits Live                                  | -       | -       | -       | -       | -       | -       | -       | -       | -               | -                        |
| 2007 | Roundabout & Other Hits                             | -       | -       | -       | -       | -       | -       | -       | -       | -               | -                        |
| 2009 | Introducing Yes                                     | -       | -       | -       | -       | -       | -       | -       | -       | -               | -                        |
| 2011 | Wonderous Stories: The Best of Yes                  | -       | -       | -       | -       | -       | -       | -       | -       | -               | -                        |
| 2013 | High Vibration                                      | -       | -       | -       | -       | -       | -       | -       | -       | -               | -                        |
| 2013 | The Studio Albums 1969-1987                         | -       | -       | -       | -       | -       | -       | -       | -       | -               | -                        |

## Discuri single
| An   | Titlu                                               | Poziție | Poziție | Poziție | Poziție | Poziție | Poziție | Poziție | Poziție | Poziție | Album             |
| An   | Titlu                                               | SUA     | Rock    | UK      | CH      | NOR     | NLD     | SWE     | AUT     | AUS     | Album             |
| ---- | --------------------------------------------------- | ------- | ------- | ------- | ------- | ------- | ------- | ------- | ------- | ------- | ----------------- |
| 1969 | "Sweetness" (29-09-1969)                            | -       | -       | -       | -       | -       | -       | -       | -       | -       | Yes               |
| 1969 | "Looking Around" (03-11-1969)                       | -       | -       | -       | -       | -       | -       | -       | -       | -       | Yes               |
| 1970 | "Time and a Word" (05-05-1970)                      | -       | -       | -       | -       | -       | -       | -       | -       | -       | Time and a Word   |
| 1970 | "Sweet Dreams" (21-09-1970)                         | -       | -       | -       | -       | -       | -       | -       | -       | -       | Time and a Word   |
| 1971 | "I've Seen All Good People: Your Move" (05-03-1971) | 40      | -       | -       | -       | -       | -       | -       | -       | -       | The Yes Album     |
| 1971 | "Roundabout" (04-01-1971)                           | 13      | -       | -       | -       | -       | 27      | -       | -       | -       | Fragile           |
| 1971 | "America" (07-06-1971)                              | 46      | -       | -       | -       | -       | -       | -       | -       | -       | Yesterdays        |
| 1972 | "And You and I" 01-02-1972                          | 42      | -       | -       | -       | -       | -       | -       | -       | -       | Close to the Edge |
| 1973 | "Roundabout" (live) (04-11-1972)                    | -       | -       | -       | -       | -       | -       | -       | -       | -       | Yessongs          |
| 1975 | "Soon" (01-07-1975)                                 | -       | -       | -       | -       | -       | -       | -       | -       | -       | Relayer           |
| 1977 | "Wonderous Stories" (11-01-1977)                    | -       | -       | 7       | -       | -       | -       | -       | -       | -       | Going for the One |
| 1977 | "Going for the One" (01-04-1977)                    | -       | -       | 24      | -       | -       | -       | -       | -       | -       | Going for the One |
| 1978 | "Don't Kill The Whale" (04-09-1978)                 | -       | -       | 36      | -       | -       | -       | -       | -       | -       | Tormato           |
| 1980 | "Into the Lens" (06-08-1980)                        | 104     | -       | -       | -       | -       | -       | -       | -       | -       | Drama             |
| 1983 | "Owner of a Lonely Heart" (05-11-1983)              | 1       | 1       | 28      | 11      | 6       | 7       | 4       | 9       | 25      | 90125             |
| 1983 | "Our Song" (22-12-1983)                             | -       | 32      | -       | -       | -       | -       | -       | -       | -       | 90125             |
| 1983 | "Leave It" (29-12-1983)                             | 24      | 3       | 56      | -       | -       | -       | -       | -       | -       | 90125             |
| 1984 | "It Can Happen" (24-01-1984)                        | 51      | 5       | -       | -       | -       | -       | -       | -       | -       | 90125             |
| 1984 | "Changes" (09-06-1984)                              | -       | 6       | -       | -       | -       | -       | -       | -       | -       | 90125             |
| 1985 | "Hold On" (20-11-1985)                              | -       | 27      | -       | -       | -       | -       | -       | -       | -       | 90125             |
| 1987 | "Love Will Find a Way" (02-09-1987)                 | 30      | 1       | 73      | -       | -       | -       | -       | -       | -       | Big Generator     |
| 1987 | "Rhythm of Love" (09-12-1987)                       | 40      | 2       | -       | -       | -       | -       | -       | -       | -       | Big Generator     |
| 1987 | "Shoot High, Aim Low" (31-12-1987)                  | -       | 11      | -       | -       | -       | -       | -       | -       | -       | Big Generator     |
| 1988 | "Final Eyes" (04-04-1988)                           | -       | 20      | -       | -       | -       | -       | -       | -       | -       | Big Generator     |
| 1991 | "Lift Me Up" (11-07-1991)                           | 86      | 1       | -       | -       | -       | -       | -       | -       | -       | Union             |
| 1991 | "Make It Easy" (06-10-1991)                         | -       | 36      | -       | -       | -       | -       | -       | -       | -       | Yesyears          |
| 1991 | "Saving My Heart" (29-11-1991)                      | -       | 9       | -       | -       | -       | -       | -       | -       | -       | Union             |
| 1994 | "The Calling" (04-05-1994)                          | -       | 3       | -       | -       | -       | -       | -       | -       | -       | Talk              |
| 1994 | "Walls" (25-12-1994)                                | -       | 24      | -       | -       | -       | -       | -       | -       | -       | Talk              |
| 1997 | "Open Your Eyes" (02-09-1997)                       | -       | 33      | -       | -       | -       | -       | -       | -       | -       | Open Your Eyes    |
| 1999 | "Homeworld (The Ladder)" (03-01-1999)               | -       | -       | -       | -       | -       | -       | -       | -       | -       | The Ladder        |
| 2000 | "If Only You Knew" (31-10-2000)                     | -       | -       | -       | -       | -       | -       | -       | -       | -       | The Ladder        |
| 2011 | "We Can Fly" (03-07-2011)                           | -       | -       | -       | -       | -       | -       | -       | -       | -       | Fly from Here     |

## Lansări video
| An   | Titlu                                      |
| ---- | ------------------------------------------ |
| 1975 | Yessongs                                   |
| 1985 | 9012Live                                   |
| 1991 | YesYears                                   |
| 1991 | Greatest Video Hits                        |
| 1993 | Yes: Live - 1975 at Q.P.R.                 |
| 1995 | Live in Philadelphia                       |
| 1996 | Keys to Ascension                          |
| 1999 | The Union Tour Live                        |
| 2000 | House of Yes: Live from the House of Blues |
| 2002 | Symphonic Live                             |
| 2004 | Yesspeak                                   |
| 2004 | Yes Acoustic: Guaranteed No Hiss           |
| 2005 | Songs from Tsongas                         |
| 2007 | Live at Montreux 2003                      |
| 2007 | Classic Artists: Yes                       |
| 2008 | Yesspeak Live: The Director's Cut          |
| 2009 | The Lost Broadcasts                        |
| 2009 | Rock of the '70s                           |
| 2011 | Union Live                                 |